# Dobrocina, Sălaj
Dobrocina (în maghiară Dobrocsina) este un sat în comuna Gâlgău din județul Sălaj, Transilvania, România.

## Date geografice
Pe teritoriul acestei localități se găsesc izvoare sărate, saramura fiind întrebuințată din vechi timpuri de către localnici. 

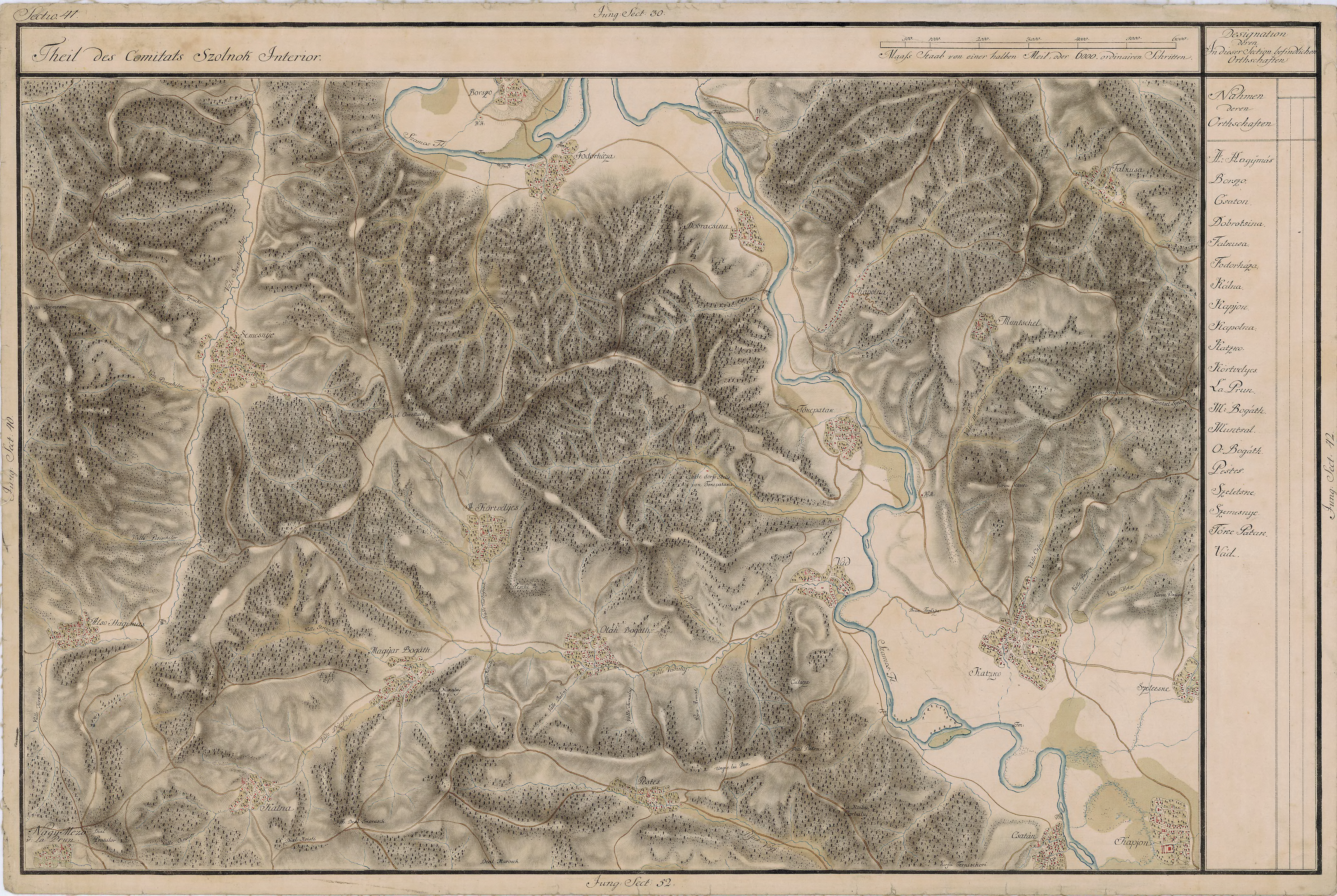
Dobrocina în Harta Iosefină a Transilvaniei, 1769-1773

## Imagini

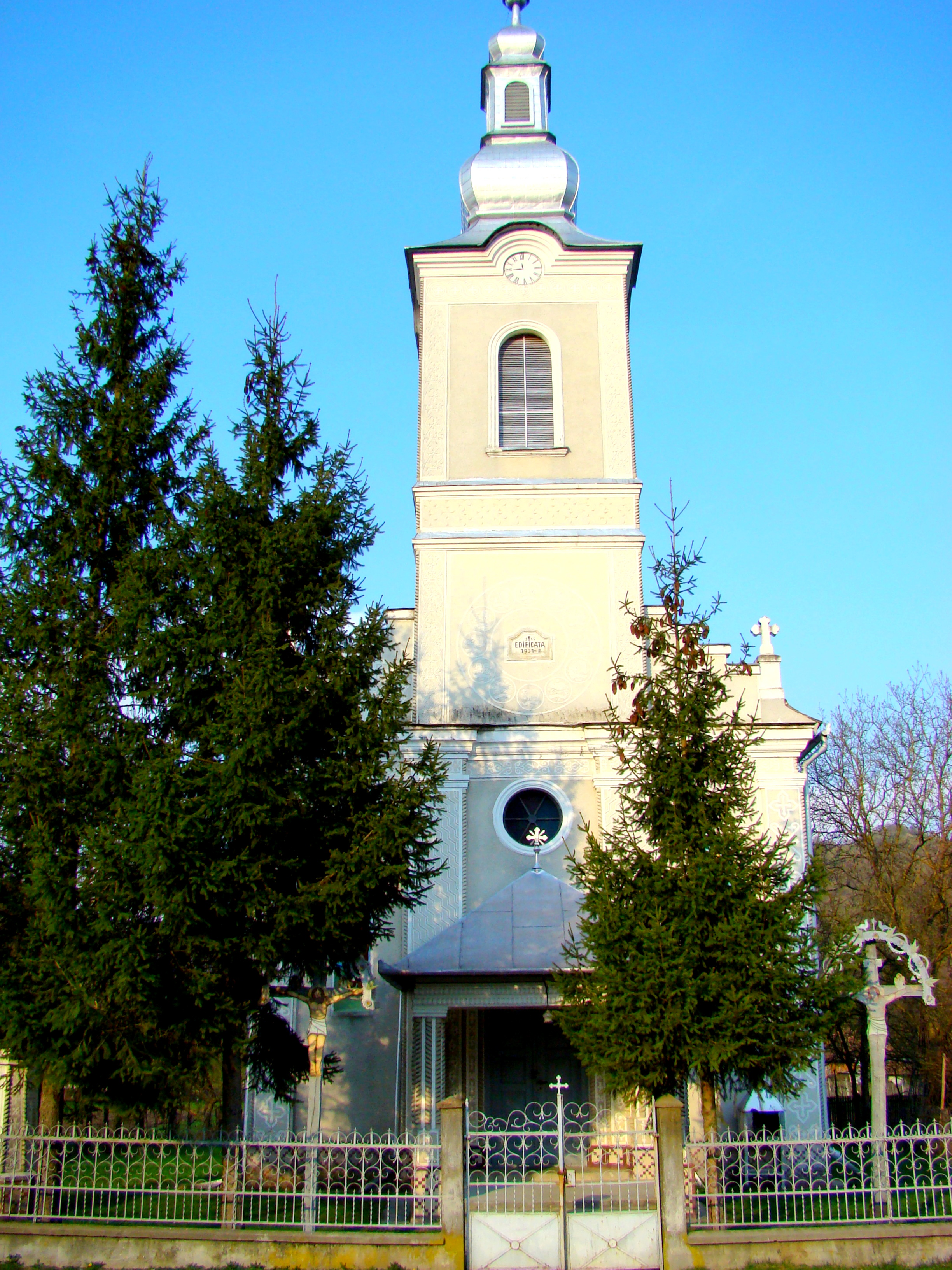
Biserica Sfinții Arhangheli (1932)
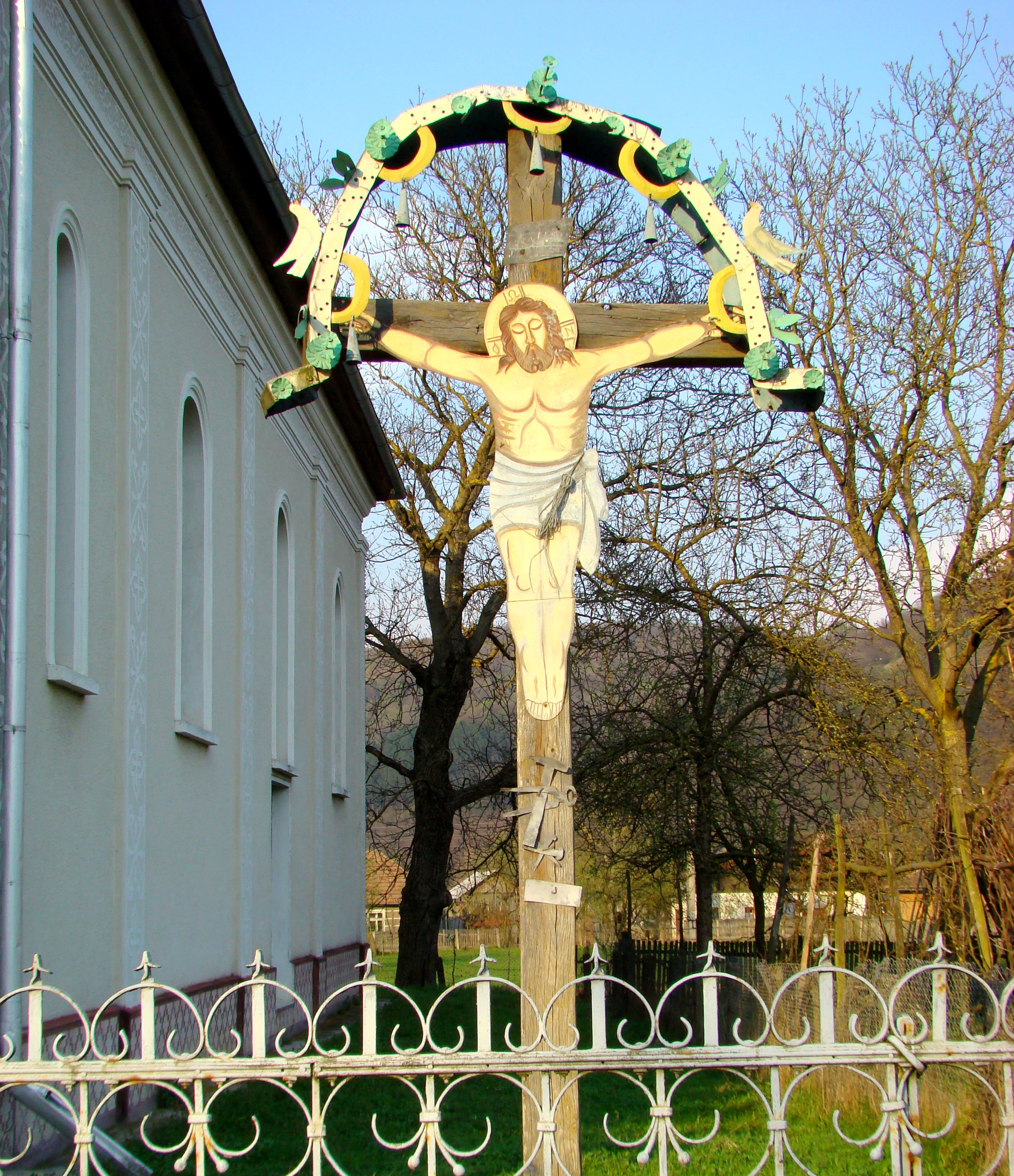
Troița
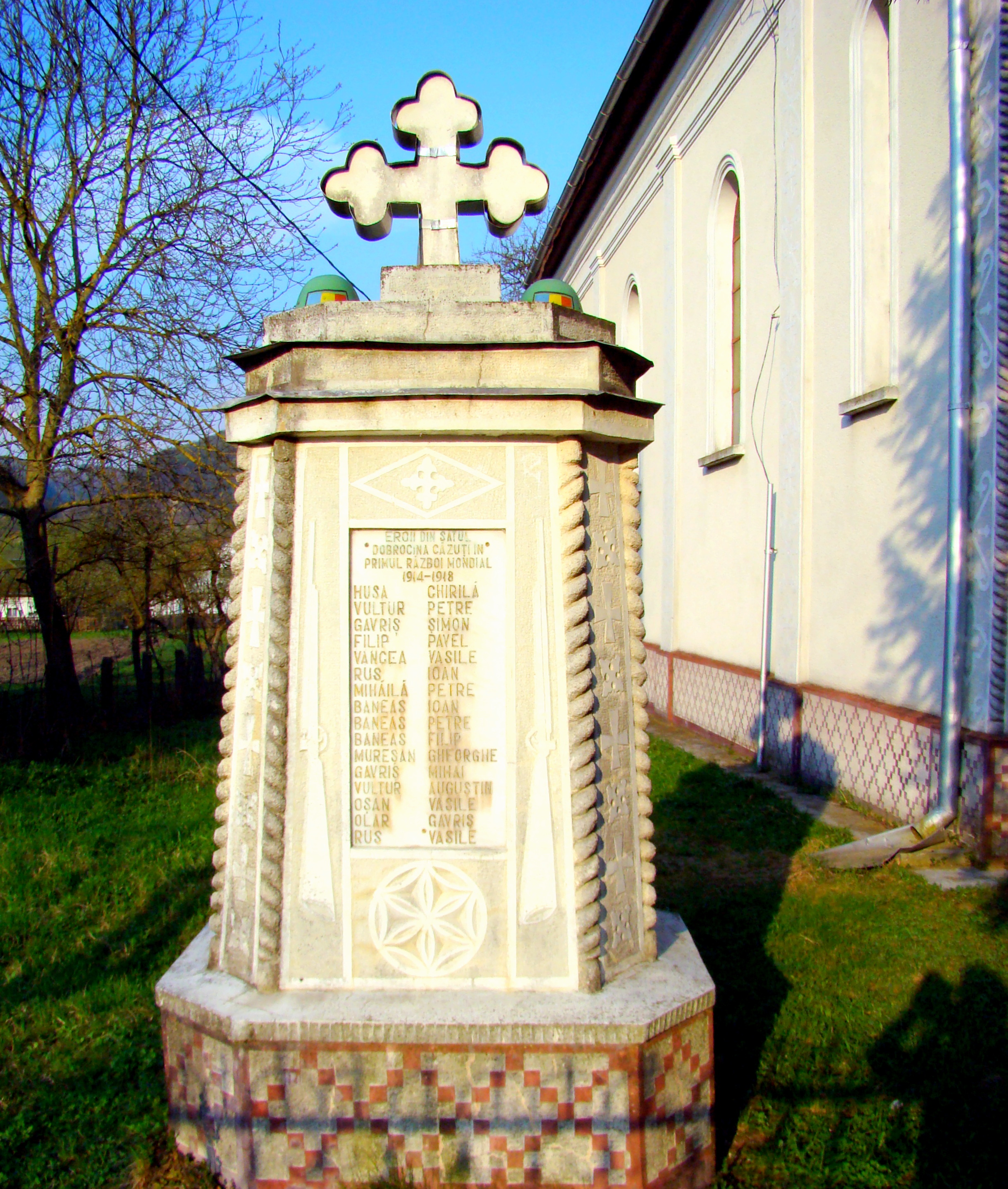
Monumentul Eroilor